# Hruźke (hromada Kateryniwka)
Hruźke (ukr. Грузьке) – wieś na Ukrainie, w obwodzie kirowohradzkim, w rejonie kropywnyckim. W 2001 liczyła 1295 mieszkańców, spośród których 1018 wskazało jako ojczysty język ukraiński, 44 rosyjski, 232 mołdawski, a 1 węgierski.